# Вики-хостинг
Вики-хостинг или вики-ферма — это сервер или массив серверов, предлагающий пользователям инструменты для упрощения создания и разработки отдельных независимых вики. Викифермы не следует путать с wiki «семьями», более общим термином для какой-либо группы вики, расположенных на одном сервере.
К вики-фермам кто-то, кто хотел управлять wiki, должен был самостоятельно устанавливать программное обеспечение и управлять серверами. С помощью вики-фермы администрация фермы устанавливает основной викикод один раз на своих собственных серверах, централизованно поддерживает серверы и устанавливает уникальное пространство на серверах для содержания каждой отдельной вики с общим основным кодом, выполняющим функции каждой вики.
Коммерческие и некоммерческие вики-фермы доступны пользователям и интернет-сообществам. Хотя большинство викиферм позволяют каждому открыть свою вики, некоторые накладывают ограничения. Многие компании, занимающиеся фермами wiki, приносят доход путём размещения рекламы, но часто позволяют платить ежемесячную плату в качестве альтернативы рекламе.
Многие известные на сегодняшний день викиферм начали свою деятельность в середине 2000-х годов, включая Fandom (2004), PBworks (2005), Wetpaint (2005), Wikidot (2006) и Gamepedia (2012).